# 335. Infanterie-Division (Wehrmacht)
Die 335. Infanterie-Division (335. ID) war ein militärischer Großverband der Wehrmacht.

## Geschichte

### Aufstellung
Die 335. ID wurde am 20. November 1940 als Division der 14. Aufstellungswelle im Raum Aalen im Wehrkreis V aufgestellt.

### Besatzungstruppe Frankreich
Nach Ausbildung und Sicherungsdienst in Zentralfrankreich und der Bretagne, wurde sie im November 1942 im Unternehmen Anton gegen Vichy-Frankreich eingesetzt. Danach folgte Besatzungsdienst und Küstensicherung in Marseille und Toulon bis zur Verlegung an den Südabschnitt der Ostfront im Januar 1943.

### Ostfront 1943
Dort wurde sie der Heeresgruppe Süd in der Ukraine unterstellt und hatte Einsätze in Woroschilowgrad, Stalino, Saporischschja, Nikopol, Uman, Nikolajew und am Bug.

### Eingliederung von Resten der 5. Lw-FD
Im Mai 1944 wurde die 335. ID durch Angehörige der aufgelösten 5. Feld-Division aufgefüllt.

### Vernichtung
Der Panzerjäger-Abteilung der Division wurden im August 1944 für eine Neuausrüstung vierzehn Jagdpanzer 38 zugeteilt.
Die 335. ID wurde im August 1944 während der Operation Jassy-Kischinew zusammen mit der 6. Armee und der Heeresgruppe Südukraine in Chișinău/Rumänien vernichtet.

### Auflösung
Die offizielle Auflösung erfolgte am 9. Oktober 1944.

## Personen
| Dienstzeit                             | Dienstgrad      | Name                 |
| -------------------------------------- | --------------- | -------------------- |
| 15. November 1940 bis 27. Oktober 1942 | Generalleutnant | Max Dennerlein       |
| 27. Oktober 1942 bis 7. September 1943 | Generalleutnant | Karl Casper          |
| 7. September 1943 bis 30. Juni 1944    | Generalleutnant | Siegfried Rasp       |
| 30. Juni bis 4. September 1944         | Oberst          | Franz-Eugen Brechtel |

| Dienstzeit                      | Dienstgrad     | Name           |
| ------------------------------- | -------------- | -------------- |
| unbekannt bis Oktober 1942      | Oberstleutnant | Otto Schaal    |
| November 1942 bis 25. Juli 1944 | Oberstleutnant | Edwin Steinitz |
| 25. Juli bis 24. August 1944    | Oberstleutnant | Josef Müller   |

## Gliederung
| 1940                      | 1942                      | 1943–1944                 |
| ------------------------- | ------------------------- | ------------------------- |
| Infanterie-Regiment 682   | Grenadier-Regiment 682    | Grenadier-Regiment 682    |
| Infanterie-Regiment 683   | Grenadier-Regiment 683    | Grenadier-Regiment 683    |
| Infanterie-Regiment 684   | Grenadier-Regiment 684    | Grenadier-Regiment 684    |
| –                         | Schnelle Abteilung 335    | Radfahr-Abteilung 335     |
| –                         | –                         | Feldersatz-Bataillon 335  |
| Artillerie-Regiment 335   | Artillerie-Regiment 335   | Artillerie-Regiment 335   |
| Panzerjäger-Abteilung 335 | –                         | Panzerjäger-Abteilung 335 |
| Pionier-Bataillon 335     |                           |                           |
| Nachrichten-Kompanie 335  | Nachrichten-Abteilung 335 | Nachrichten-Abteilung 335 |
| Versorgungseinheiten 335  |                           |                           |

1. ↑  gebildet am 26. Dezember 1942, am 1. April 1943 in Aufklärungs-Abteilung 335 umbenannt, am 1. November 1943 in Füsilier-Bataillon 335.
2. ↑  mit zwei Abteilungen.
3. ↑  mit drei Abteilungen.
4. ↑  in vier Abteilungen, II. Abtlg. wurde am 4. Juli 1944 durch III. Abltg./AR 150 ersetzt.